# Judo na Igrzyskach Azjatyckich 2002
Turniej judo na igrzyskach Azjatyckich 2002 rozegrano w Pusanie w dniach 30 września-3 października 2002 roku, w Gudeok Gymnasium.

## Tabela medalowa
Gospodarz zawodów został zaznaczony kolorem.
| Poz.  | Państwo          |    |    |    | Łącznie |
| ----- | ---------------- | -- | -- | -- | ------- |
| 1.    | Japonia          | 7  | 4  | 3  | 14      |
| 2.    | Korea Południowa | 4  | 5  | 4  | 14      |
| 3.    | Chiny            | 3  | 1  | 4  | 8       |
| 4.    | Iran             | 1  | 1  | 3  | 5       |
| 5.    | Korea Północna   | 1  | 1  | 2  | 4       |
| 6.    | Mongolia         | 0  | 1  | 5  | 6       |
| 7.    | Kazachstan       | 0  | 1  | 3  | 4       |
|       | Uzbekistan       | 0  | 1  | 3  | 4       |
| 9.    | Turkmenistan     | 0  | 1  | 1  | 2       |
| 10.   | Chińskie Tajpej  | 0  | 0  | 2  | 2       |
| 11.   | Tajlandia        | 0  | 0  | 1  | 1       |
| Razem | Razem            | 16 | 16 | 32 | 64      |

## Mężczyźni
| Waga    | Złoto:                 | Srebro:                 | Brąz:                 | Brąz:                    |
| 60 kg   | Masud Hadżi Achundzade | Bazarbiek Donbaj        | Choi Min-ho           | Masato Uchishiba         |
| 66 kg   | Kim Hyung-ju           | Guwanç Nurmuhammedow    | Gantömörijn Daszdawaa | Michihiro Omigawa        |
| 73 kg   | Choi Yong-sin          | Yūsuke Kanamaru         | Hamed Malekmohammadi  | Egamnazar Akbarov        |
| 81 kg   | Yoshihiro Akiyama      | Ahn Dong-jin            | Farkhod Turayev       | Damdinsürengijn Njamchüü |
| 90 kg   | Yūta Yazaki            | Cend-Ajuuszijn Oczirbat | Vyacheslav Pereteyko  | Park Sung-keun           |
| 100 kg  | Keiji Suzuki           | Jang Sung-ho            | Abbas Fallah          | Askat Żytkejew           |
| +100 kg | Yasuyuki Muneta        | Sejjed Mahmudreza Miran | Kang Byung-jin        | Wiaczesław Bierduta      |
| Open    | Kōsei Inoue            | Abdullo Tangriyev       | Liu Shenggang         | Sejjed Mahmudreza Miran  |

## Kobiety
| Waga   | Złoto:         | Srebro:          | Brąz:                    | Brąz:                   |
| 48 kg  | Kayo Kitada    | Kim Young-ran    | Ri Kyong-ok              | Shao Dan                |
| 52 kg  | Lee Eun-hee    | Xian Dongmei     | Kye Sun-hui              | Szołpan Kalijewa        |
| 57 kg  | Hong Ok-song   | Kie Kusakabe     | Kim Hwa-soo              | Chiszigbatyn Erdenet-Od |
| 63 kg  | Ayumi Tanimoto | Ji Kyong-sun     | Wang Chin-fang           | Li Shufang              |
| 70 kg  | Qin Dongya     | Bae Eun-hye      | Masae Ueno               | Liu Shu-yun             |
| 78 kg  | Jo Su-hee      | Mizuho Matsuzaki | Nasiba Surkiýewa         | Pan Yuqing              |
| +78 kg | Sun Fuming     | Choi Sook-ie     | Erdene-Ocziryn Dolgormaa | Paradawdee Pestonyee    |
| Open   | Tong Wen       | Maki Tsukada     | Erdene-Ocziryn Dolgormaa | Jo Su-hee               |